# Бо Бо Бо
„Бо Бо Бо“ е българско вокално поп трио, създадено през 1994 г. в състав: Борис Гуджунов, Борислав Грънчаров и Боян Иванов.

## Биография
Трима от „старите лъвове“ на българската поп музика се обединяват, вдъхновени от заразителния пример на прочутите трима тенори – Карерас, Доминго и Павароти.
С елегантното си чувство за хумор „Бо Бо Бо“ създават програма, в която наред със собствените си шлагери от миналото включват кавър-версии с нови текстове. Шоуто им се радва на голям успех и песните излизат в албума „Момчета с късмет“. През 2007 г. го преиздават на диск заедно с най-добрите си соло песни през годините и изнасят юбилеен концерт в зала 1 на НДК.
Участват с успех в концертите на Биг бенда на БНР и в телевизионни шоу-програми.

## Дискография
| Година | Албум              | Вид | Издател   | Каталожен номер |
| ------ | ------------------ | --- | --------- | --------------- |
| 1995   | „Момчета с късмет“ | МС  | Балкантон | ВТМС 7720       |
| 2007   | „Най-доброто...“   | CD  | самоиздат |                 |